# Оберемс (Вале)
Оберемс (нім. Oberems VS) — громада  в Швейцарії в кантоні Вале, округ Лойк.

## Географія
Громада розташована на відстані близько 80 км на південь від Берна, 26 км на схід від Сьйона.
Оберемс має площу 50,3 км², з яких на 0,7% дозволяється будівництво (житлове та будівництво доріг), 19,6% використовуються в сільськогосподарських цілях, 20,1% зайнято лісами, 59,6% не є продуктивними (річки, льодовики або гори).

## Демографія
2019 року в громаді мешкало 125 осіб (-7,4% порівняно з 2010 роком), іноземців було 0%. Густота населення становила 2 осіб/км².
За віковим діапазоном населення розподілялося таким чином: 15,2% — особи молодші 20 років, 53,6% — особи у віці 20—64 років, 31,2% — особи у віці 65 років та старші. Було 56 помешкань (у середньому 2,2 особи в помешканні).
Із загальної кількості 29 працюючих 13 було зайнятих в первинному секторі, 0 — в обробній промисловості, 16 — в галузі послуг.